# Gene Robinson
Pour les articles homonymes, voir Robinson.
Vicky Gene Robinson, né le 29 mai 1947 à Lexington, dans le Kentucky, est un ecclésiastique de l'Église épiscopalienne des États-Unis. Il est évêque du New Hampshire de 2004 à 2013.

## Biographie
Élu évêque du New Hampshire en novembre 2003, il prend sa charge le 7 mars 2004. 
Il est connu pour avoir été le premier évêque ouvertement homosexuel à être ordonné dans une église chrétienne se réclamant de la succession apostolique. Son élection provoque une profonde crise interne dans la communion anglicane, dont les courants libéraux et conservateurs s'affrontent, risquant de provoquer un schisme ou une « implosion ». Les chefs spirituels des Églises anglicanes de pays du Tiers-Monde ont accueilli sévèrement la décision prise aux États-Unis, certains affirmant même à cette occasion que la « communion était compromise » avec la branche américaine. Un petit nombre de paroisses et de diocèses chercheront à changer d'obédience au sein de la communion anglicane, en quittant l'église épiscopalienne pour d'autres églises aux vues plus traditionnelles : c'est le processus du réalignement anglican.
L’Église épiscopalienne avait déjà eu précédemment un évêque homosexuel, Otis Charles, évêque du diocèse épiscopal de l'Utah, mais qui n'avait annoncé son homosexualité qu'au jour de son départ à la retraite en 1993.
En juin 2008, Gene Robinson s'unit civilement au compagnon avec lequel il vit depuis une vingtaine d'années, un an après que le New Hampshire a adopté une loi faisant de cet État le quatrième des États-Unis à légaliser les unions civiles entre partenaires de même sexe,. Gene Robinson est par ailleurs divorcé d'un premier mariage et père de deux enfants issus de cette première union. Il se marie avec son compagnon en 2010, avant de divorcer en 2014.
En juillet 2008, l'archevêque de Cantorbéry, Rowan Williams, choisit de ne pas inviter Gene Robinson à la conférence de Lambeth. Celle-ci est cependant boycottée par 270 évêques conservateurs, qui ont monté une conférence concurrente le mois précédent : le GAFCON. Gene Robinson choisit d'effectuer une visite privée en Angleterre, qui donne lieu à une certaine couverture médiatique.
Ami de Barack Obama, Gene Robinson publie en septembre 2012 God believes in love, Straight talk about gay marriage chez A. Knopf, livre salué par le président Obama et aussi par l'archevêque sud-africain Desmond Tutu. Le principal propos de Gene Robinson est de démontrer que l'on ne peut utiliser la Bible pour condamner la sexualité homosexuelle (jadis des chrétiens l'utilisèrent pour justifier l'esclavage) : lorsque la Bible fut écrite, ses contemporains ne connaissaient pas encore l'existence de l'amour homosexuel tel que nous le connaissons ou apercevons aujourd'hui. Il préconise le développement des droits des gays aux États Unis. Défenseur de l'institution du mariage, Gene Robinson affirme que des relations stables favorisent la stabilité de la société. Cet ouvrage a été largement commenté dans la presse américaine.
Il quitte sa charge épiscopale le 5 janvier 2013.